# Coconut (Harry Nilsson)
Coconut è un brano musicale di Harry Nilsson, pubblicato per la prima volta nell'album Nilsson Schmilsson del 1971 e poi su singolo l'anno seguente. 

## Descrizione
Tra i brani più famosi di Nilsson, Coconut è una novelty song narrante la vicenda di una donna a cui viene il mal di stomaco dopo aver bevuto una miscela di lime e latte di cocco e chiama un dottore. Quest'ultimo le suggerisce di bere un'altra bevanda identica.
Il relativo singolo si è inserito nella Top 10 della RPM (quinta posizione), nella Billboard Hot 100 (ottava posizione) e in altre classifiche.

## Formazione
- Harry Nilsson – voce
- Caleb Quaye – chitarra
- Ian Duck – chitarra acustica
- Herbie Flowers – basso
- Jim Gordon – percussioni
- Roger Pope – percussioni

## Cover
- Nel 1998 la cantante australiana Dannii Minogue ha pubblicato una cover del brano che si è inserita alla posizione numero 62 delle classifiche australiane.[8]